# Megachoriolaus venustus
Megachoriolaus venustus är en skalbaggsart som först beskrevs av Brême 1844.  Megachoriolaus venustus ingår i släktet Megachoriolaus och familjen långhorningar. Inga underarter finns listade i Catalogue of Life.